# KVV Lyra
Ne pas confondre avec le K Lyra TSV créé en 1972 après la fusion du Lierse et de l'ancien K Lyra dont parle cet article.
Maillots
Dernière mise à jour : 20 avril 2020.
Le Koninklijke Lyra est un ancien club de football belge, localisé à Lierre. Le club est fondé en 1909, et est à l'origine un club omnisport, bien qu'il n'ait que des sections football et gymnastique à ce moment-là. D'autres sports auront plus tard leur section au Lyra, comme le tennis, le basket, ou l'athlétisme. Cet article ne parle que de la section football. Le club dispute 52 saisons dans les séries nationales, mais en 1972, à la suite de résultats sportifs en baisse, des difficultés financières apparaissent, et le club doit fusionner avec le grand rival du Lierse. Certains sympathisants du Lyra refusent cette fusion, et recréent un "nouveau Lyra".

## Histoire

### Évolution de la dénomination officielle
- 1909: TSV Lyra (Turn en sport Vereniging) fondation sous cette appellation puis affiliation à l'UBSSA l'année suivante.
- 1934: KM Lyra (Koninklijke Maatschappij Lyra) après obtention du titre de « Société Royale ».
- 1939: K. Lyra (Koninklijke Lyra)
- 1971: K. VV  Lyra (Koninklijke Voetbal Vereniging Lyra) après séparation des autres sections sportives.

### Fondation

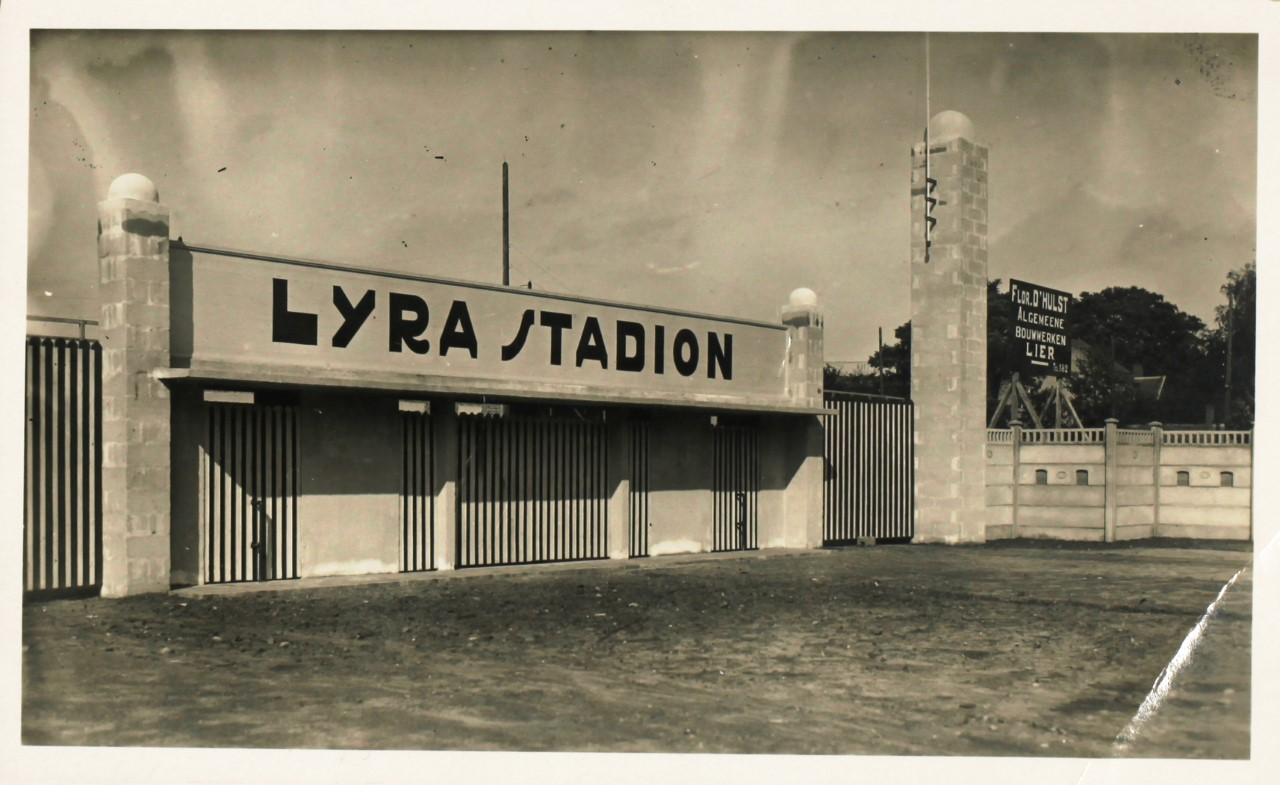
Stade 1920

Dès 1891, une association de chant et de théâtre voit le jour à Lierre, Nut en Vermaak. En 1899, cette société étend ses activités aux sports, en particulier la gymnastique. Dix ans plus tard, cette association n'existe plus, et le 17 janvier 1909, des étudiants décident de récréer un nouveau club sportif baptisé Turn- en Sportvereniging Lyra. Le club est affilié à l'UBSSA le 25 juillet 1910. Le club installe son terrain dans une prairie située Zuidaustraliëlaan (avenue de l'Australie du Sud), puis déménage vers un terrain situé Mechelsesteenweg (chaussée de Malines) en 1912. Les dirigeants du club louent ce terrain pour 99 ans au baron du Roy de Wichem, et ils ne le quitteront jamais.

### Débuts sportifs
Le club débute en troisième division régionale anversoise, à l'époque le quatrième niveau national. Le Lyra remporte le titre dès la première de son existence, et la saison suivante, il se qualifie pour le tour final national grâce à une deuxième place en deuxième division régionale. Le club remporte ce tour final, et rejoint la Promotion, alors deuxième niveau national, en 1913, après seulement deux ans d'existence. Lors de sa première saison en "nationale", le club évite la relégation de justesse, ne se sauvant que lors d'un test-match face à l'Excelsior Hasselt. La Première Guerre mondiale interrompt les compétitions jusqu'en 1919. Le club reprend en Promotion au sortir du conflit. Pour la saison 1925-1926, l'Union Belge décide que les sept derniers clubs de chaque série de Promotion basculent vers un nouveau troisième niveau national, ainsi que la réduction à une seule série du deuxième niveau. Le club termine septième ex aequo avec le CS Tongrois, et un test-match est nécessaire pour les départager. Le Lyra l'emporte et assure son maintien dans ce qui devient la Division 1. Le club reçoit en décembre de cette même année le matricule 52.

### Accès à la Division d'Honneur
Le Lyra joue encore six saisons en Division 1, puis remporte sa série en 1931-1932, et rejoint pour la première fois de son Histoire la Division d'Honneur. Le club joue six saisons à ce niveau, avant de retomber en Division 1. Entretemps, il reçoit le titre de Société Royale en 1934, et atteint la finale de la Coupe de Belgique en 1935. Le club rate de peu la remontée directe en 1939, puis le déclenchement de la Seconde Guerre mondiale interrompt les compétitions de football. Le club participe au championnat non officiel de 1941, puis reprend sa place en Division 1 la saison suivante, officielle celle-là. En 1943, le club remporte son deuxième titre de champion de Division 1, et remonte en Division d'Honneur, il y reste une saison puis redescend. De nouveau champion, après seulement une saison au niveau inférieur (il n'y a pas eu de compétition en 1944-1945), le Lyra retrouve l'élite du football belge en 1946.

### Chute, disparition et réapparition
Le Lyra se maintient quatre saisons parmi l'élite, mais ne peut assurer son maintien en 1950. Après trois nouvelles saisons au deuxième niveau, le club remporte son quatrième et dernier titre de champion et remonte en Division d'Honneur. Dernier, il est relégué après une saison, et ne reviendra plus jamais au plus haut niveau. En 1961, le club est même relégué pour la première fois de son Histoire en Division 3, après 48 saisons passées dans les deux plus hautes divisions nationales. La fréquentation du stade chute fortement, et des problèmes financiers ne tardent pas à apparaître. En 1971, la section football se sépare du reste du club omnisports, et change son nom en Koninklijke Voetbalvereninging Lyra. Dans le même temps, les dirigeants envisagent une fusion avec le voisin mais rival du Lierse. Un an plus tard, le Lyra termine treizième et relégable en Division 3, et la fusion est conclue avec le Lierse. Le matricule 52 du club est radié des listes de la fédération.

### Le Lyra actuel
Certains supporters réfractaires à la fusion décident de recréer un "nouveau Lyra", et le baptisent Lyra Turn-en Sportvereniging (Lyra TSV), soit la reprise du nom original en inversant les deux principales locutions. Il reçoit le matricule 7776, et démarre en quatrième provinciale anversoise, le plus bas niveau du football belge. Beaucoup d'anciens sympathisants décident de revenir au stade, et le club joue parfois devant 1500 supporteurs, là où les assistances se limitaient à 200-300 personnes lors de leurs dernières saisons en Division 3. Ce club rejoint les séries nationales en 1988. Le 4 juin 2017, le "nouveau lyra" (K Lyra TSV) peut reprendre le matricule 52.

## Résultats dans les divisions nationales
Statistiques clôturées, club disparu

### Palmarès
- 4 fois champion de Belgique de D2 en 1932, 1943, 1946 et 1953.
- Finaliste de la Coupe de Belgique en 1935.

### Bilan
| Niv | Divisions     | Jouées | Titres | TM Up | TM Down |
| --- | ------------- | ------ | ------ | ----- | ------- |
| I   | 1re nationale | 12     | 0      |       |         |
| II  | 2e nationale  | 28     | 4      |       | 2       |
| III | 3e nationale  | 11     | 0      |       |         |
| IV  | 4e nationale  | 0      | 0      |       |         |
| V   | 5e nationale  | 0      | 0      |       |         |
|     |               |        |        |       |         |
|     | TOTAUX        | 51     | 4      | 0     | 2       |

- TM Up : test-match pour départager des égalités, ou toutes formes de Barrages ou de Tour final pour une montée éventuelle.
- TM Down : test-match pour départager des égalités, ou toutes formes de Barrages ou de Tour final pour le maintien.

### Classements saison par saison
| Ordre                                   | Saison  | Nom du club                                                  | Niveau                                                       | Classement final                                             | Remarques                                                    |
| --------------------------------------- | ------- | ------------------------------------------------------------ | ------------------------------------------------------------ | ------------------------------------------------------------ | ------------------------------------------------------------ |
| 1                                       | 1913-14 | TSV Lyra                                                     | Promotion (D2)                                               | 10e/12                                                       | Test-match                                                   |
| compétitions interrompues par la guerre |         |                                                              |                                                              |                                                              |                                                              |
| 2                                       | 1919-20 | TSV Lyra                                                     | Promotion (D2)                                               | 4e/12                                                        |                                                              |
| 3                                       | 1920-21 | TSV Lyra                                                     | Promotion (D2)                                               | 5e/12                                                        |                                                              |
| 4                                       | 1921-22 | TSV Lyra                                                     | Promotion (D2)                                               | 7e/14                                                        | [ saisons 2 ]                                                |
| 5                                       | 1922-23 | TSV Lyra                                                     | Promotion (D2)                                               | 9e/14                                                        |                                                              |
| 6                                       | 1923-24 | TSV Lyra                                                     | Promotion (D2) série B                                       | 9e/14                                                        |                                                              |
| 7                                       | 1924-25 | TSV Lyra                                                     | Promotion (D2) série A                                       | 7e/14                                                        |                                                              |
| 8                                       | 1925-26 | TSV Lyra                                                     | Promotion (D2) série B                                       | 7e/14                                                        | Test-match                                                   |
| 9                                       | 1926-27 | TSV Lyra                                                     | Division 1 (D2)                                              | 9e/14                                                        |                                                              |
| 10                                      | 1927-28 | TSV Lyra                                                     | Division 1 (D2)                                              | 3e/14                                                        | [ saisons 4 ]                                                |
| 11                                      | 1928-29 | TSV Lyra                                                     | Division 1 (D2)                                              | 3e/14                                                        | [ saisons 5 ]                                                |
| 12                                      | 1929-30 | TSV Lyra                                                     | Division 1 (D2)                                              | 8e/14                                                        |                                                              |
| 13                                      | 1930-31 | TSV Lyra                                                     | Division 1 (D2)                                              | 5e/14                                                        |                                                              |
| 14                                      | 1931-32 | TSV Lyra                                                     | Division 1 (D2) série A                                      | 1er/14                                                       | Champion et promu!                                           |
| 15                                      | 1932-33 | TSV Lyra                                                     | Division d'Honneur                                           | 6e/14                                                        |                                                              |
| 16                                      | 1933-34 | TSV Lyra                                                     | Division d'Honneur                                           | 7e/14                                                        |                                                              |
| 17                                      | 1934-35 | KM Lyra                                                      | Division d'Honneur                                           | 12e/14                                                       |                                                              |
| 18                                      | 1935-36 | KM Lyra                                                      | Division d'Honneur                                           | 10e/14                                                       |                                                              |
| 19                                      | 1936-37 | KM Lyra                                                      | Division d'Honneur                                           | 12e/14                                                       |                                                              |
| 20                                      | 1937-38 | KM Lyra                                                      | Division d'Honneur                                           | 13e/14                                                       | Relégué!                                                     |
| 21                                      | 1938-39 | KM Lyra                                                      | Division 1 (D2) série A                                      | 2e/14                                                        | [ saisons 6 ]                                                |
| compétitions interrompues par la guerre |         |                                                              |                                                              |                                                              |                                                              |
| xx                                      | 1940-41 | K Lyra                                                       | Division d'Honneur série A                                   | 4e/8                                                         | [ saisons 7 ]                                                |
| 22                                      | 1941-42 | K Lyra                                                       | Division 1 (D2) série A                                      | 3e/14                                                        | [ saisons 8 ]                                                |
| 23                                      | 1942-43 | K Lyra                                                       | Division 1 (D2) série A                                      | 1er/16                                                       | Champion et promu!                                           |
| 24                                      | 1943-44 | K Lyra                                                       | Division d'Honneur série A                                   | 15e/16                                                       | Relégué!                                                     |
| compétitions interrompues par la guerre |         |                                                              |                                                              |                                                              |                                                              |
| 25                                      | 1945-46 | K Lyra                                                       | Division 1 (D2) série B                                      | 1er/16                                                       | Champion et promu!                                           |
| 26                                      | 1946-47 | K Lyra                                                       | Division d'Honneur                                           | 8e/19                                                        |                                                              |
| 27                                      | 1947-48 | K Lyra                                                       | Division d'Honneur                                           | 11e/16                                                       |                                                              |
| 28                                      | 1948-49 | K Lyra                                                       | Division d'Honneur                                           | 11e/16                                                       |                                                              |
| 29                                      | 1949-50 | K Lyra                                                       | Division d'Honneur                                           | 15e/16                                                       | Relégué!                                                     |
| 30                                      | 1950-51 | K Lyra                                                       | Division 1 (D2) série B                                      | 6e/16                                                        |                                                              |
| 31                                      | 1951-52 | K Lyra                                                       | Division 1 (D2) série B                                      | 3e/16                                                        |                                                              |
| 32                                      | 1952-53 | K Lyra                                                       | Division 1 (D2)                                              | 1er/16                                                       | Champion et promu!                                           |
| 33                                      | 1953-54 | K Lyra                                                       | Division d'Honneur                                           | 16e/16                                                       | Relégué!                                                     |
| 34                                      | 1954-55 | K Lyra                                                       | Division 2                                                   | 4e/16                                                        |                                                              |
| 35                                      | 1955-56 | K Lyra                                                       | Division 2                                                   | 7e/16                                                        |                                                              |
| 36                                      | 1956-57 | K Lyra                                                       | Division 2                                                   | 3e/16                                                        |                                                              |
| 37                                      | 1957-58 | K Lyra                                                       | Division 2                                                   | 10e/16                                                       |                                                              |
| 38                                      | 1958-59 | K Lyra                                                       | Division 2                                                   | 7e/16                                                        |                                                              |
| 39                                      | 1959-60 | K Lyra                                                       | Division 2                                                   | 6e/16                                                        |                                                              |
| 40                                      | 1960-61 | K Lyra                                                       | Division 2                                                   | 16e/16                                                       | Relégué!                                                     |
| 41                                      | 1961-62 | K Lyra                                                       | Division 3 série A                                           | 11e/16                                                       |                                                              |
| 42                                      | 1962-63 | K Lyra                                                       | Division 3 série B                                           | 7e/16                                                        |                                                              |
| 43                                      | 1963-64 | K Lyra                                                       | Division 3 série B                                           | 2e/16                                                        |                                                              |
| 44                                      | 1964-65 | K Lyra                                                       | Division 3 série A                                           | 4e/16                                                        |                                                              |
| 45                                      | 1965-66 | K Lyra                                                       | Division 3 série A                                           | 5e/16                                                        |                                                              |
| 46                                      | 1966-67 | K Lyra                                                       | Division 3 série B                                           | 12e/16                                                       |                                                              |
| 47                                      | 1967-68 | K Lyra                                                       | Division 3 série A                                           | 9e/16                                                        |                                                              |
| 48                                      | 1968-69 | K Lyra                                                       | Division 3 série A                                           | 4e/16                                                        |                                                              |
| 49                                      | 1969-70 | K Lyra                                                       | Division 3 série B                                           | 9e/16                                                        |                                                              |
| 50                                      | 1970-71 | K Lyra                                                       | Division 3 série A                                           | 9e/16                                                        |                                                              |
| 51                                      | 1971-72 | KVV Lyra                                                     | Division 3 série B                                           | 13e/16                                                       | Relégué!                                                     |
| X                                       | 1972    | Le club fusionne avec le Lierse, son matricule 52 est radié. | Le club fusionne avec le Lierse, son matricule 52 est radié. | Le club fusionne avec le Lierse, son matricule 52 est radié. | Le club fusionne avec le Lierse, son matricule 52 est radié. |

## Anciens noms
1909 : TURN- EN SPORTVERENIGING LYRA (TSV Lyra)
1934 : KONINKLIJKE MAATSCHAPPIJ LYRA (KM Lyra)
1939 : KONINKLIJKE LYRA (K. Lyra)
1971 : KONINKLIJKE VOETBALVERENIGING LYRA (KVV Lyra)